# Sébastien Vigier
Pour les articles homonymes, voir Vigier.
Sébastien Vigier, né le 18 avril 1997 à Palaiseau (Essonne), est un coureur cycliste sur piste français spécialisé dans les épreuves de vitesse. Il est notamment champion d'Europe de vitesse en 2017 et 2022, de vitesse par équipes en 2017 et 2025, et de keirin en 2022. Il compte également à son palmarès une médaille olympique et sept médailles aux championnats du monde.

## Carrière sportive
Sébastien Vigier a commencé le cyclisme en école de vélo au Club Cycliste Igny Palaiseau 91, club où il est resté jusqu'en cadets.
Il va à l'EC Montgeron-Vigneux en octobre 2013 pour sa 1ère saison en juniors. Il rejoint l'INSEP en septembre 2015. Il étudie pour passer un DUT Génie électrique et Informatique industrielle.
En 2014, Sébastien Vigier devient vice-champion du monde de vitesse juniors, battu par le Sud-coréen Park Jeone. En 2015 et 2016, il échoue en finale du tournoi de vitesse des championnats d'Europe juniors puis espoirs.
En septembre 2016, il termine troisième du championnat de France de vitesse. Il participe à son premier championnat international avec les élites lors du championnat d'Europe 2016. À domicile, il prend la cinquième place du tournoi de vitesse et la quatrième place de la vitesse par équipes. Peu de temps après, il termine deuxième en vitesse par équipes lors des manches de Coupe du monde de Glasgow et Apeldoorn. En vitesse individuelle, il remporte le bronze à Apeldoorn, grâce à sa victoire en petite finale sur le local Jeffrey Hoogland. 
Fin 2016, Sébastien Vigier rejoint l'US Créteil. 
En 2017, il obtient la médaille de bronze en vitesse par équipes avec Benjamin Édelin, François Pervis et Quentin Lafargue aux championnats du monde de Hong Kong. Il réalise ensuite le troisième temps des séries du tournoi de vitesse, mais il est éliminé dès son premier match par le Néo-Zélandais Edward Dawkins. Au cours de l'été, il décroche son premier titre international, en devenant champion d'Europe de vitesse espoirs face à Harrie Lavreysen, annoncé comme son futur adversaire dans les années à venir. Aux championnats d'Europe élites à Berlin, quelques semaines plus tard, il décroche avec Édelin et Lafargue le titre de champion d'Europe de vitesse par équipes, puis de champion d'Europe de vitesse face au Néerlandais Jeffrey Hoogland,. Il devient le deuxième sprinteur - après Jeffrey Hoogland en 2015 - à devenir la même année, champion d'Europe de vitesse chez les espoirs et les élites.
Au mois d'août 2018, il se classe cinquième du championnat d'Europe de vitesse individuelle. Il obtient la médaille d'argent en Keirin et lors de l'épreuve de vitesse par équipe avec Quentin Lafargue et François Pervis, Michaël D'Almeida ayant participé à la qualification. Quelques jours plus tard, il participe en août aux championnats de France de cyclisme sur piste disputés à Hyères. Il se classe troisième du kilomètre et remporte les titres de champion de France de vitesse individuelle et de keirin.
En 2019, il est membre de l'équipe de France, avec Grégory Baugé et Quentin Lafargue, qui remporte la médaille d'argent du championnat du monde de vitesse par équipes disputée en Pologne. En août, il devient champion de France de keirin devant Quentin Lafargue et Melvin Landerneau. Aux championnats d'Europe espoirs, il remporte trois médailles, dont le titre en keirin. Il est moins en réussite aux championnats d'Europe élites, même s'il décroche la médaille de bronze en vitesse par équipes. Il s'impose en novembre dans le keirin, lors de la deuxième manche de la Coupe du monde.
Il participe aux Jeux olympiques d'été de 2020 à Tokyo ; il est médaillé de bronze en vitesse par équipes avec Florian Grengbo et Rayan Helal.
En 2023, il est sélectionné pour participer aux championnats du monde de cyclisme sur piste au cours de l'été.
En juillet 2024, il appartient à la liste des coureurs retenus par la Fédération française de cyclisme pour prendre part aux épreuves sur piste des Jeux olympiques.

## Palmarès

### Jeux olympiques
| Édition / Épreuve | Keirin | Vitesse individuelle | Vitesse par équipes |
| Tokyo 2020        | 19e    | 7e                   | Bronze              |
| Paris 2024        |        | 19e                  | 4e                  |

### Championnats du monde
| Édition / Épreuve          | Keirin | Vitesse individuelle | Vitesse par équipes |
| Gwangmyeong 2014 (juniors) |        | Argent               |                     |
| Hong Kong 2017             |        | 9e                   | Bronze              |
| Apeldoorn 2018             |        | Bronze               | Bronze              |
| Pruszków 2019              | 6e     | 9e                   | Argent              |
| Berlin 2020                | 10e    | 17e                  | 4e                  |
| Roubaix 2021               | 10e    | Bronze               | Argent              |
| Glasgow 2023               |        |                      | Bronze              |
| Ballerup 2024              |        |                      | 5e                  |

### Coupe du monde
- 2016-2017
  - 2e de la vitesse par équipes à Glasglow
  - 2e de la vitesse par équipes à Apeldoorn
  - 3e de la vitesse individuelle à Apeldoorn
- 2017-2018
  - 3e du keirin à Pruszków
- 2018-2019
  - 2e de la vitesse par équipes à Saint-Quentin-en-Yvelines
  - 3e de la vitesse par équipes à Cambridge
  - 3e de la vitesse à Cambridge
- 2019-2020
  - 1er du keirin à Glasgow
  - 3e de la vitesse par équipes à Glasgow

### Coupe des nations
- 2022
  - 2e de la vitesse par équipes à Glasgow
  - 3e de la vitesse individuelle à Glasgow
- 2023
  - 2e de la vitesse par équipes au Caire
  - 3e de la vitesse par équipes à Jakarta
- 2025
  - 2e du keirin à Konya

### Championnats d'Europe
| Épreuve / Édition              | Keirin | Vitesse individuelle | Vitesse par équipes                                                |
| Anadia 2014 (juniors)          |        |                      | Bronze (avec Benjamin Gil et Melvin Landerneau)                    |
| Athènes 2015 (juniors)         | Bronze | Argent               | Bronze (avec Benjamin Gil et Melvin Landerneau)                    |
| Montichiari 2016 (espoirs)     | 6e     | Argent               |                                                                    |
| Saint-Quentin-en-Yvelines 2016 |        | 5e                   | 4e                                                                 |
| Anadia 2017 (espoirs)          |        | Or                   |                                                                    |
| Berlin 2017                    | 6e     | Or                   | Or (avec Benjamin Edelin et Quentin Lafargue)                      |
| Glasgow 2018                   | Argent | 5e                   | Argent (avec Quentin Lafargue et François Pervis)                  |
| Gand 2019 (espoirs)            | Or     | Argent               | Argent (avec Melvin Landerneau et Rayan Helal)                     |
| Apeldoorn 2019                 | 5e     | 9e                   | Bronze (avec Grégory Baugé, Quentin Lafargue et Melvin Landerneau) |
| Granges 2021                   |        | 4e                   | Argent (avec Rayan Helal et Timmy Gillion)                         |
| Munich 2022                    | Or     | Or                   | Argent (avec Rayan Helal, Melvin Landerneau et Timmy Gillion)      |
| Granges 2023                   |        | 5e                   | Bronze (avec Timmy Gillion et Melvin Landerneau)                   |
| Apeldoorn 2024                 | 5e     |                      | Argent (avec Florian Grengbo et Rayan Helal)                       |
| Heusden-Zolder 2025            | 6e     |                      | Or (avec Rayan Helal et Timmy Gillion)                             |

### Championnats de France
- 2014
  -  Champion de France de vitesse par équipes (avec Melvin Landerneau, Christophe Lamaille et Maxime Vienne)
  -  Champion de France de vitesse juniors
  -  Champion de France du keirin juniors
- 2015
  -  Champion de France de vitesse par équipes (avec Melvin Landerneau et Christophe Lamaille)
  -  Champion de France du kilomètre juniors
- 2016
  - 2e de la vitesse
- 2017
  -  Champion de France de vitesse
  -  Champion de France du keirin
  - 2e du kilomètre
- 2018
  -  Champion de France de vitesse
  -  Champion de France du keirin
  - 3e du kilomètre
- 2019
  -  Champion de France du keirin
  - 2e de la vitesse
- 2022
  -  Champion de France du keirin
  - 2e de la vitesse
- 2023
  -  Champion de France du keirin
  - 2e de la vitesse
- 2025
  -  Champion de France du keirin
  - 2e de la vitesse

## Décorations
- Chevalier de l'ordre national du Mérite le 8 septembre 2021[23]